# Javanto
Javanto är en ö i Finland. Den ligger i sjön Saimen och i kommunen Ruokolax i den ekonomiska regionen  Imatra ekonomiska region  och landskapet Södra Karelen, i den södra delen av landet, 240 km nordost om huvudstaden Helsingfors. Öns area är 1,9 hektar och dess största längd är 260 meter i sydöst-nordvästlig riktning.